# Tønde smør
En tønde smør var et gammelt dansk vægtenhed svarende til 224 pund (eller 112 kg i metersystemet).

## Henvisniner
1. ↑    - Dan H. Andersen & Erik Helmer Pedersen (2004) A History of Prices and Wages in Denmark, 1660-1800. Vol. II. Prices and Wages in Danish estate Accounts Arkiveret 29. december 2009 hos  Wayback Machine. Copenhagen, Schultz Grafisk. ISBN 87-609-1221-9